# Article 146 de la Constitution belge
L'article 146 de la Constitution belge fait partie du titre III Des pouvoirs. Il habilite le législateur seul à créer les juridictions.
Il date du 7 février 1831 et était à l'origine — sous l'ancienne numérotation — l'article 94. Il n'a jamais été révisé.

## Texte
« Nul tribunal, nulle juridiction contentieuse ne peut être établi qu'en vertu d'une loi. Il ne peut être créé de commissions ni de tribunaux extraordinaires, sous quelque dénomination que ce soit. »

## Application
L'article prohibe la constitution de tribunaux extraordinaires ad hoc ainsi que l'action de « confier des compétences extraordinaires à des juridictions ordinaires ». Il est lié à l'article 161 de la Constitution qui implique : « Aucune juridiction administrative ne peut être établie qu’en vertu d’une loi ».